# Tomás Gutiérrez Díez
Tomás Gutiérrez Díez (Villanueva de la Peña, Palencia, 5 de marzo de 1878-Cádiz, 2 de abril de 1964) fue un obispo católico español. Fue obispo de Osma (1935-1943) y obispo de Cádiz y Ceuta (1943-1964).

## Biografía
José nació en la localidad palentina de Villanueva de la Peña en 1878. Tras estudiar en el Seminario de Palencia, y en la Pontificia Universidad Gregoriana fue profesor en el seminario palentinoy canónigo de la catedral de Palencia (1918). Fomentó la Acción Católica y demostró un especial interés por el seminario de Osma.
Durante los años en los que estuvo al frente de la diócesis de Cádiz-Ceuta, fue un claro exponente  de los intentos de recristianización de la sociedad española acometidos durante los años de esplendor del nacionalcatolicismo: dejó once nuevas parroquias,contribuyó a la catolización de la enseñanza, potenció a la Acción Católica sometida a los intereses de la jerarquía, organizó las misiones, especialmente en las zonas rurales y realizó campañas de moralización de la vida cotidiana de los fieles. Además, tramitó y gestionó la documentación recibida desde la Vicaria General de Ceuta, de las autoridades civiles y militares en el proceso de la Coronación Canónica de Santa María de África. Que confirmó el Papa Pío XII, y cuya celebración se realizó el día 10 de noviembre de 1946,presidida por el cardenal Amleto Giovanni Cicognani.
La Santa Sede le nombró un Obispo coadjutor Antonio Añoveros Ataún (1954), que le sustituyó en el momento de su fallecimiento.